# Riurau

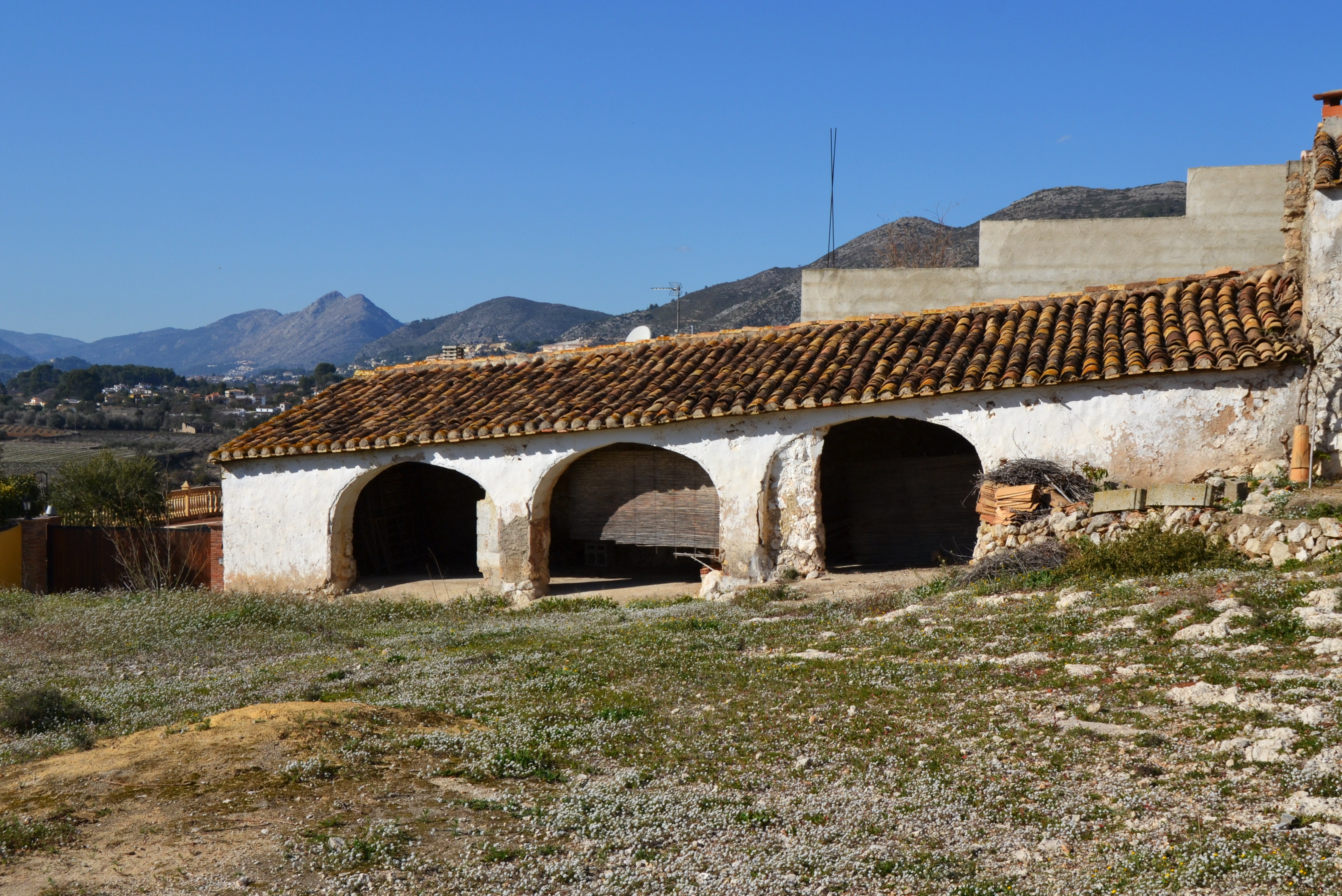
Een eenvoudige riurau in Llíber

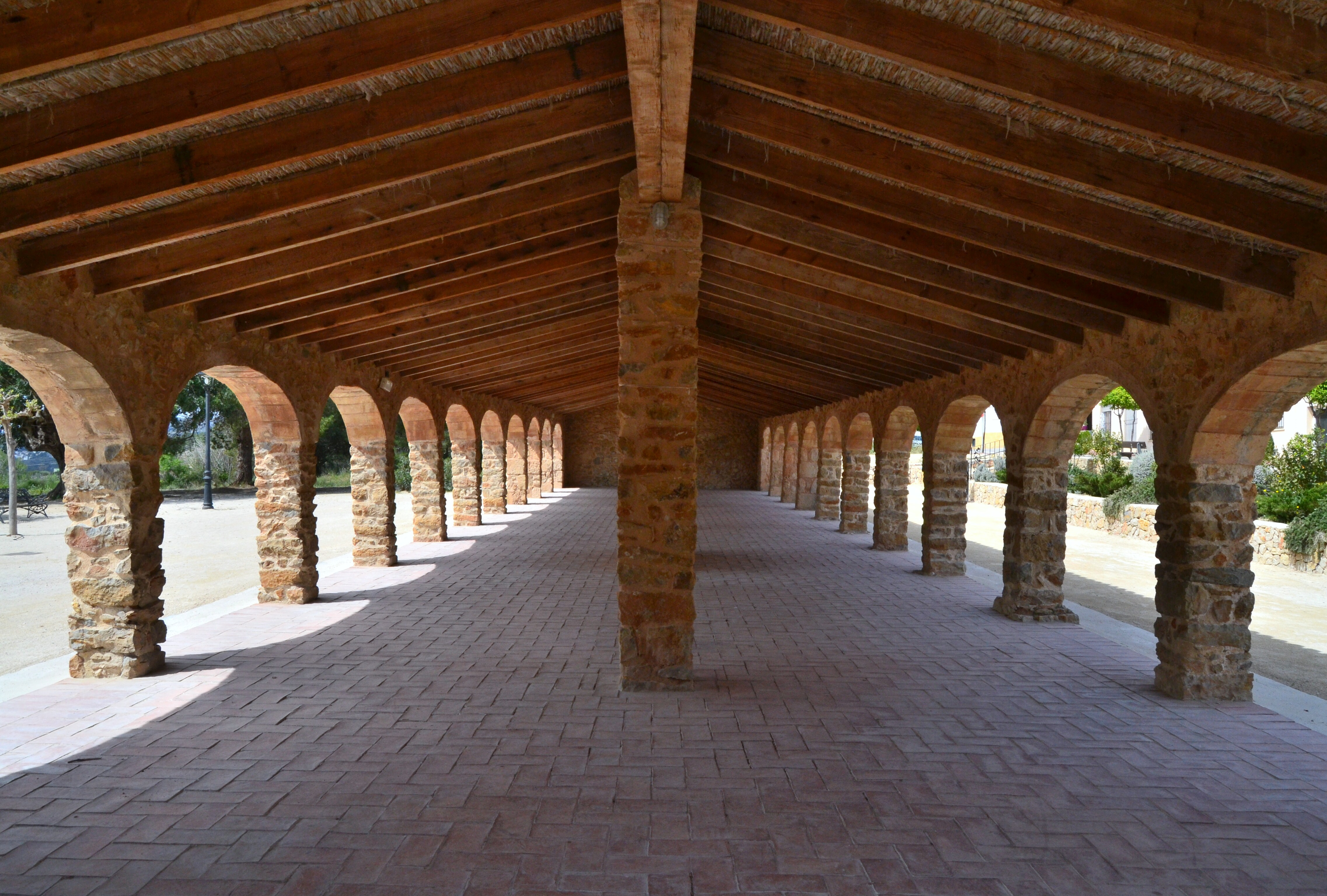
Het interieur van de grote riurau in Jesús Pobre

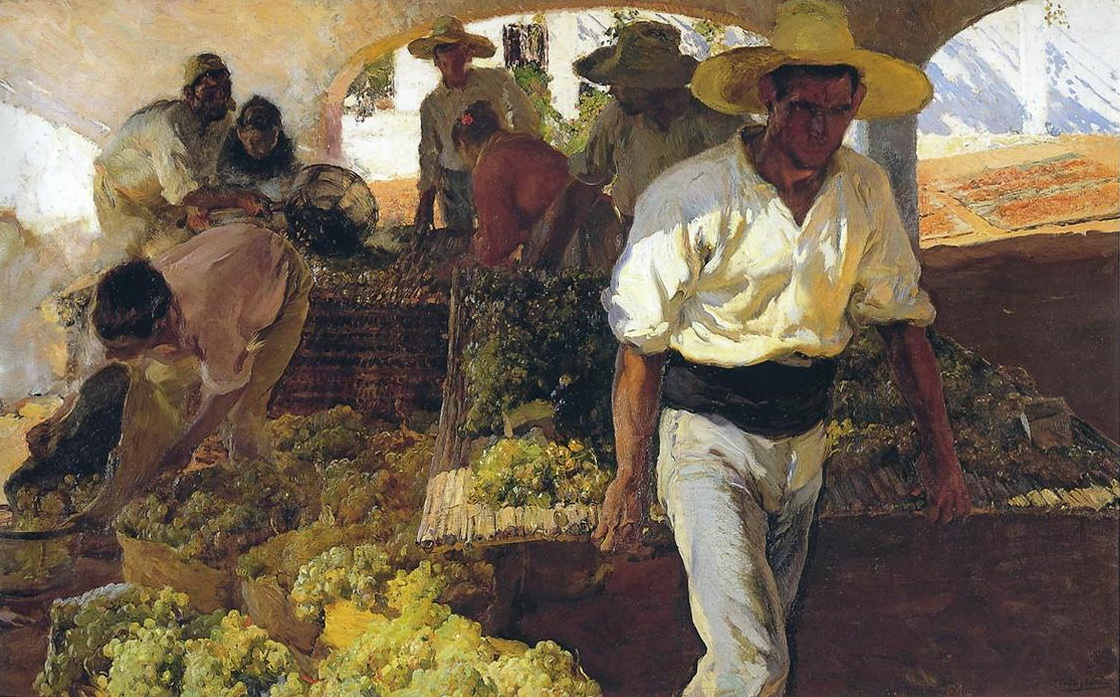
De behandeling van de druiven (Jávea), olieverfschilderij van Joaquín Sorolla y Bastida

Een riurau (uitgesproken als [riw'raw], [ri'saw] of [ri'raw]; de herkomst van het woord is onduidelijk) is een eenvoudig bedrijfsgebouw dat kenmerkend is voor het gebied van de Marina Alta in Spanje en dat sinds de achttiende en tot halverwege de twintigste eeuw gebruikt werd voor het drogen van druiven om er rozijnen van te maken. Bij - en bij regen in - de riurau lagen de druiven op rieten matten te drogen, nadat ze een korte behandeling met bleek hadden ondergaan om hun transformatie tot rozijnen te versnellen. Toen de rozijnenproductie economisch niet langer rendabel was verloren de riuraus hun functie. Een aantal is inmiddels gerestaureerd en maakt onderdeel uit van een toeristische route.
De basisvorm van een riurau is langwerpig met drie kanten afgesloten door muren. De vierde kant is open met pilaren en ronde bogen, de zogenaamde ulls (ogen), en gericht op de zon. Het dak van een riurau is gedekt met dakpannen tegen de regen met aan de binnenzijde riet. De diepte van de gebouwen is meestal drie tot vier meter, terwijl ook de bogen ongeveer die hoogte hebben. De meeste riuraus hebben drie bogen en zijn gebouwd tegen een schuur of woonhuis (de cases porticades). Andere formaten, rechthoekige openingen of vrijstaande riuraus komen ook voor. Kleine riuraus - met maar één boog - heten riurauet en grote - met tien of meer bogen - heten els grans riuraus. Een voorbeeld hiervan is de riurau Senyor de Benissadevi in het plaatsje Jesús Pobre, die bovendien aan twee zijden open is en waar tegenwoordig elke zondagochtend een markt wordt georganiseerd. Ook de riurau in Jávea is bijzonder: de Gran Riurau dels Català d’Arnauda van 56 meter lang met dertig bogen.
De Arabieren introduceerden in de Middeleeuwen het drogen van druiven tot rozijnen. Dit was nog een simpel proces dat niet meer inhield dan het naast de velden te drogen leggen van de druiven en was daardoor alleen mogelijk in de zomer. Later ontdekte men dat een korte onderdompeling in een bleekmiddel het velletje van de druiven poreuzer maakte, waardoor het droogproces sneller kon verlopen. Het speciale bleekmiddel (lligiu) wordt gemaakt van de as van amandeldoppen te mengen met kalk en water in een cosi (een aardewerken pot met een brede opening van boven en een afvoergat in de bodem). Het mengsel reageert direct hevig. Het mengsel laat men onder periodiek roeren afkoelen. Na enkele dagen is het klaar. Daarna wordt het toegevoegd aan een gietijzeren ketel gevuld met water en op een houtgestookte oven aan de kook gebracht. De druiven worden vervolgens met behulp van een gaasmand 15 seconden in het mengsel ondergedompeld (geblancheerd). Hierna worden de druiven te drogen gelegd op rieten matten bij of in de riurau.
De productie van rozijnen in de Marina Alta begon pas goed toen in het begin van de 19e eeuw export ontstond naar het Verenigd Koninkrijk en andere geïndustrialiseerde landen in Noord-Europa.  Later werd ook naar de Verenigde Staten geëxporteerd. Denia met zijn gunstig gelegen en goed bereikbare haven vormde hierbij een belangrijke schakel. Rond 1890 kwam er vrij plotseling een einde aan deze bloeiende handel. Uit Griekenland en Turkije kwamen rozijnen zonder pitten op de markt en bovendien introduceerde het Verenigd Koninkrijk accijnzen op de rozijnen uit Valencia. Ook de Verenigde Staten namen protectionistische maatregelen ten gunste van de productie van rozijnen in Californië (de Dingley Act van 1897). Tot overmaat van ramp kreeg men ook nog eens te maken met de druifluis, oftewel Phylloxera Vastatrix, die alle wijngaarden vernietigde.
In de 21e eeuw ontstond een herwaardering voor de vaak verwaarloosde en vervallen riuraus als unieke historische elementen die herinneren aan een periode waarin de productie van rozijnen een belangrijke bijdrage leverde aan de regionale economie. Een tiental gemeenten in de Marina Alta heeft geïnvesteerd in het opknappen en vaak van nieuwe functies voorzien van de riuraus op hun grondgebied. In Teulada is in een voormalige riurau het Centre Ecomuseogràfic Riurau ondergebracht. Hier wordt de geschiedenis van de riuraus en het droogproces van de druiven toegelicht.